# Gangsta Luv
Gangsta Luv é uma canção do rapper estadunidense Snoop Dogg lançada como single do seu décimo álbum de estúdio Malice n Wonderland.A faixa teve a produção de Tricky Stewart e foi co-produzida por The-Dream que também teve participação na canção.

## Lista de faixas
| Digita single |                                       |         |  |
| N.º           | Título                                | Duração |  |
| 1.            | "Gangsta Luv" (com The-Dream)         | 4:17    |  |
| 2.            | "Gangsta Luv" (Mayer Hawthorne G-Mix) | 3:50    |  |

| CD single |                                   |         |  |
| N.º       | Título                            | Duração |  |
| 1.        | "Gangsta Luv" (Versão das rádios) | 3:57    |  |
| 2.        | "Gangsta Luv" (Principal)         | 4:19    |  |
| 3.        | "Gangsta Luv" (Versão do álbum)   | 4:19    |  |
| 4.        | "Gangsta Luv" (Instrumental)      | 4:19    |  |
| 5.        | "Gangsta Luv" (Acapela)           | 4:15    |  |

## Desempenho nas paradas
| Paradas (2009)                                | Melhor posição |
| --------------------------------------------- | -------------- |
| Bélgica (Ultratop 50 da Valônia)              | 18             |
| Estados Unidos (Billboard Hot 100)            | 35             |
| Estados Unidos (Billboard R&B/Hip-Hop Songs)  | 24             |
| Estados Unidos (Billboard Hot Rap Songs)      | 5              |
| Estados Unidos (Billboard Radio Songs)        | 27             |
| Estados Unidos (Billboard Digital Song Sales) | 47             |
| Estados Unidos (Billboard Hot RingMasters)    | 21             |
| Estados Unidos (Billboard Mainstream Top 40)  | 39             |
| Nova Zelândia (Recorded Music NZ)             | 13             |